# Handley Page Hyderabad
Handley Page H.P.24 Hyderabad byl britský dvoumotorový dvouplošný těžký bombardér vyráběný firmou Handley Page. Typ sloužil v Royal Air Force mezi lety 1925 a 1933. Byl to poslední těžký bombardér dřevěné konstrukce sloužící v řadách RAF.

## Konstrukce a vývoj
Hyderabad, původně označovaný W.8D, byl vyvinut z civilního dopravního letounu Handley Page W.8 tak, aby vyhověl požadavku 31/22 Ministerstva letectví na náhradu bombardéru Vickers Vimy Royal Air Force.
Konstrukce Hyderabadu byla velmi podobná typu W.8. Stroj byl celodřevěný, tříkomorový dvouplošník poháněný dvěma motory Napier Lion. Ocasní plochy byly jednoduchého typu. Jako jedno z prvních velkých letadel byl Hyderabad vybaven sloty na náběžné hraně křídla vyvinutými firmou Handley Page, které zlepšovaly příčnou stabilitu.
Jeden prototyp W.8D byl Ministerstvem letectví objednán v lednu 1923, poprvé vzlétl v říjnu 1923 a byl dodán na základnu RAF Martlesham Heath za účelem porovnání s konkurenčním typem Vickers Virginia. Na základě tohoto porovnání byl letoun, nyní nazývaný Hyderabad, objednán pro RAF.

## Operační nasazení
První jednotkou vyzbrojenou Hyderabady byla 99. bombardovací peruť RAF na základně RAF Bircham Newton, u níž v prosinci 1925 Hyderabady nahradily jednomotorové bombardéry Avro Aldershot. Protože dodávky pokračovaly pomalu a počet nehod byl vysoký, byla další peruť Hyderabadů, 10. peruť RAF v Upper Heyfordu, zformována až v roce 1928. V letech 1928 a 1929 byly rovněž zformovány dvě perutě Speciálních rezerv (502. a 503.). V roce 1931 byly dvě pravidelné (původní) perutě přezbrojeny novými Handley Page Hinaidi, vylepšenými celokovovými verzemi Hyderabadů. U poslední rezervní perutě, číslo 503, vydržely Hyderabady až do roku 1933.

## Specifikace (Hyderabad)
Data podle The British Bomber since 1914

### Technické údaje
- Posádka: 4
- Rozpětí: 22,87 m
- Délka: 18,04 m
- Výška: 5,11 m
- Nosná plocha: 136,7 m²
- Plošné zatížení: 45,2 kg/m²
- Prázdná hmotnost: 4050 kg
- Vzletová hmotnost : 6177 kg
- Pohonná jednotka: 2× vodou chlazený 12válec Napier Lion V nebo VA
- Výkon pohonné jednotky: 500 k (373 kW)

### Výkony
- Maximální rychlost: 175 km/h
- Dolet: 805 km
- Dostup: 4270 m
- Stoupavost: 4,1 m/s[2]
- Poměr výkon/hmotnost: 0,12 kW/kg

### Výzbroj
- 3× kulomet Lewis ráže 7,7 mm (střeliště na přídi, na hřbetě trupu a pod trupem)
- 500 kg pum